# Sigurd Hoel

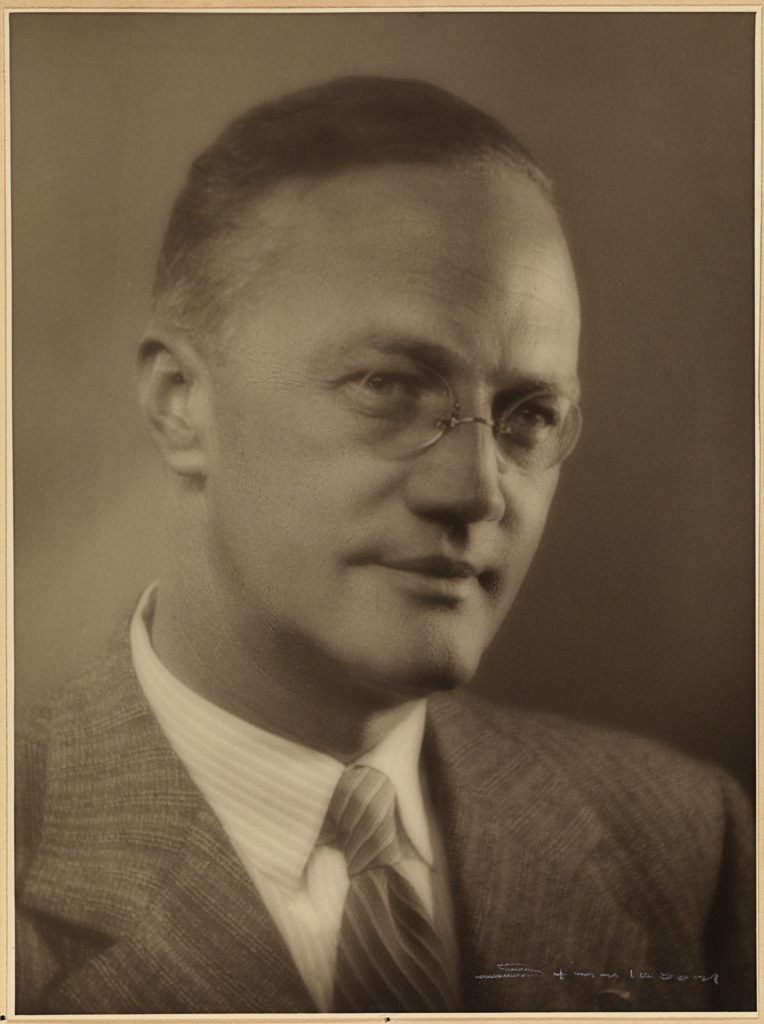
Sigurd Hoel 1950.

Sigurd Hoel, född 14 december 1890 i Odalen, död 14 oktober 1960 i Oslo, var en norsk författare och förlagskonsulent från Nord-Odal kommun som debuterade som författare med novellsamlingen Veien vi gaar 1922. 
Hoel studerade naturvetenskap och arbetade som lärare och journalist. Hans genombrott kom 1927 med Syndare i sommarsol, som blev filmatiserad 1934 och 2001. Till hans huvudsakliga verk räknas Veien til verdens ende (1933), en barndomsskildring från bondemiljö, Møte ved Milepelen (1947) som tar avstånd från nazismen och problematiserar händelser kring andra världskriget, och hans sista roman Trollringen (1958).
Hoel var en av initiativtagarna till grundandet av Norska Akademien 1953.